# Micrurus elegans
La serpiente coralillo elegante (Micrurus elegans) es una especie de serpiente venenosa de la familia Elapidae. Es nativa de Guatemala y del sur de México.

## Distribución y hábitat
Su área de distribución incluye el sur de México (del centro de Veracruz, norte de Oaxaca, y la Sierra de los Tuxtlas, hacia el sur cruzando el sur de Tabasco, norte de  Chiapas) y Guatemala (la vertiente caribeña de las montañas del norte de Guatemala, hacia el sur hasta la Sierra de las Minas). Vive a una altitud entre 500 a 1,000 m s. n. m.

## Subespecies
Se distinguen dos subspecies reconocidas:
- Micrurus elegans elegans (Jan, 1858)
- Micrurus elegans veraepacis Schmidt, 1933